# 高玉葆
高玉葆（1955年10月—），山西左云人，汉族，中华人民共和国政治人物，天津师范大学校长。

## 生平
加入中国民主同盟，担任民盟中央常委、天津市委副主委、天津师范大学校长。2008年，当选第十一届全国政协委员，代表中国民主同盟，分入第六组。2018年2月24日，当选为第十三届全国人大代表。
2022年2月13日，辞去天津市政协副主席职务。